# Bửu Long
Bửu Long là một phường thuộc thành phố Biên Hòa, tỉnh Đồng Nai, Việt Nam.

## Địa lý
Phường Bửu Long nằm ở phía tây bắc thành phố Biên Hòa, cách trung tâm thành phố khoảng 4 km, có Quốc lộ 1K (mang tên Nguyễn Ái Quốc) đường tỉnh 768 (mang tên Huỳnh Văn Nghệ) đi qua, có vị trí địa lý:
- Phía đông giáp phường Quang Vinh
- Phía tây giáp phường Tân Hạnh và tỉnh Bình Dương
- Phía nam giáp phường Hóa An
- Phía bắc giáp huyện Vĩnh Cửu.

Phường Bửu Long có diện tích 5,81 km², dân số năm 2022 là 28.890 người, mật độ dân số đạt 4.972 người/km².

## Hành chính
Phường Bửu Long được chia thành 5 khu phố gồm: 1, 2, 3, 4, 5.

## Lịch sử
Sau năm 1975, địa bàn phường Bửu Long hiện nay là hai xã Bửu Long và Tân Thành thuộc thành phố Biên Hòa.
Ngày 17 tháng 1 năm 1984, Hội đồng Bộ trưởng ban hành Quyết định số 12-HĐBT về việc thành lập xã Tân Bửu trên cơ sở xã Bửu Long và xã Tân Thành.
Ngày 29 tháng 8 năm 1994, Chính phủ ban hành Nghị định số 109-CP về việc thành lập phường Bửu Long thuộc thành phố Biên Hòa trên cơ sở toàn bộ diện tích và dân số của xã Tân Bửu.

## Kinh tế - xã hội
Cơ cấu kinh tế: Thương mại dịch vụ chiếm 60%, công nghiệp 30%, nông nghiệp 10%.
Sản xuất công nghiệp – tiểu thủ công nghiệp trên địa bàn tiếp tục phát triển nhanh. Tổng giá trị sản xuất công nghiệp 5 năm 2005-2009 đạt 37,425 tỷ đồng, tăng trưởng bình quân hàng năm là 12,88%, tăng gần gấp 2 so với nhiệm kỳ trước.
Hoạt động thương mại, dịch vụ với tổng doanh thu từ năm 2005-2009 đạt 560 tỷ đồng, tốc độ phát triển bình quân hàng năm là 23,93%, tăng gần gấp 3 so với nhiệm kỳ trước.
Lĩnh vực nông nghiệp, diện tích canh tác nông nghiệp của phường năm 2005 là 57,88 ha đến năm 2009 là 55,42 ha, nguyên nhân do diện tích đất nông nghiệp nằm trong quy hoạch của các dự án đang triển khai thực hiện trên địa bàn phường nên bị thu hồi, giải tỏa, đền bù,... dẫn đến đất canh tác nông nghiệp dần bị thu hẹp.
Văn hóa xã hội
Không ngừng đẩy mạnh thực hiện phong trào "Toàn dân đoàn kết xây dựng đời sống văn hóa", tỷ lệ hộ đăng ký "gia đình văn hóa" từ 97,06% (2005) đến nay là 100%; tỷ lệ hộ đạt tiêu chuẩn "gia đình văn hóa" từ 93,16% (2005) đến nay là 97%. Bên cạnh đó phường luôn duy trì 4/5 khu phố đạt và giữ vững danh hiệu khu phố văn hóa đạt 80%.
Địa bàn phường Bửu Long có những danh lam, thắng cảnh nổi tiếng như khu du lịch Bửu Long và Văn miếu Trấn Biên. 
Khu du lịch Bửu Long được coi là cảnh quan thiên nhiên độc đáo với hai thắng cảnh: núi Long Sơn (cao 37m) và núi Bửu Long (cao 34m), đã được Bộ Văn hoá công nhận danh thắng quốc gia vào năm 1990. Văn Miếu Trấn Biên là văn miếu đầu tiên được xây dựng tại xứ Đàng Trong khoảng thế kỷ XVII, để tôn vinh Khổng Tử, các danh nhân văn hóa nước Việt và làm nơi đào tạo nhân tài phục vụ cho các triều đại. Năm 1861, văn Miếu đã bị thực dân Pháp phá bỏ. Mãi đến năm 1998, Văn miếu Trấn Biên mới được khởi công phục dựng, và hoàn thành vào năm 2002. Đây là nơi tôn vinh, thờ tự các bậc hiền tài, nhân sỹ và là nơi tổ chức các sự kiện văn hóa lớn trong và ngoài tỉnh Đồng Nai.
An ninh chính trị, trật tự an toàn xã hội
Giữ vững ổn định về an ninh chính trị - trật tự an toàn xã hội, bảo vệ thành công, an toàn tuyệt đối các hoạt động mừng Đảng, mừng xuân hàng năm, đặc biệt là các hoạt động tại Văn Miếu Trấn Biên (Bắn pháo hoa đêm giao thừa; lễ kỷ niệm 310 năm Biên Hòa- Đồng Nai;...